# Sojuz TMA-07M
Sojuz TMA-07M è stato un volo spaziale verso la Stazione Spaziale Internazionale (ISS) per trasportare gli astronauti della Expedition 34 e riportare sulla Terra quelli della Expedition 33. È stato il 116° volo con equipaggio della navetta Sojuz dal primo volo avvenuto nel 1967.

## Equipaggio
| Ruolo               | Equipaggio                                            | Equipaggio                                            |
| ------------------- | ----------------------------------------------------- | ----------------------------------------------------- |
| Comandante          | Roman Romanenko, Roscosmos Expedition 34 Secondo volo | Roman Romanenko, Roscosmos Expedition 34 Secondo volo |
| Ingegnere di volo 1 | Chris Hadfield, CSA Expedition 34 Terzo volo          | Chris Hadfield, CSA Expedition 34 Terzo volo          |
| Ingegnere di volo 2 | Thomas Marshburn, NASA Expedition 34 Secondo volo     | Thomas Marshburn, NASA Expedition 34 Secondo volo     |

### Equipaggio di riserva
| Ruolo               | Equipaggio                 | Equipaggio                 |
| ------------------- | -------------------------- | -------------------------- |
| Comandante          | Fëdor Jurčichin, Roscosmos | Fëdor Jurčichin, Roscosmos |
| Ingegnere di volo 1 | Luca Parmitano, ESA        | Luca Parmitano, ESA        |
| Ingegnere di volo 2 | Karen Nyberg, NASA         | Karen Nyberg, NASA         |